# ريبيكا وينترز
ريبيكا وينترز (بالإنجليزية: Rebecca Winters)‏ (14 فبراير 1940، سولت ليك في الولايات المتحدة)؛ كاتِبة وروائية أمريكية.